# Condado de George
O Condado de George é um dos 82 condados do estado norte-americano do Mississippi. A sua sede de condado é Lucedale, que é também a sua maior cidade.
O condado tem uma área de 1254 km² (dos quais 13 km² estão cobertos por água), uma população de 19 144 habitantes, e uma densidade populacional de 15 hab/km² (segundo o censo nacional de 2000). O condado foi fundado em 1910 e o seu nome é uma homenagem a James Z. George (1826–1897), advogado, escritor e político, que foi senador pelo Mississippi.